# Aurora (Maine)
Aurora város az USA Maine államában, Hancock megyében. Lakosainak száma 93 fő (2020. április 1.).

## Népesség
A település népességének változása:

| 2010 | 114 |
| 2020 | 93  |